# Dick MacNeill
Richard ("Dick") MacNeill (född 7 januari 1898 i Pasuruan, Nederländska Ostindien, död 3 juni 1963 i Heemstede) var en Fotbollsmålvakt från Nederländerna.
MacNeill var även känd som Robert MacNeill.